# Evergestis aenealis
Evergestis aenealis ist ein Schmetterling aus der Familie der Crambiden (Crambidae).

## Merkmale
Die Falter erreichen eine Flügelspannweite von 24 bis 26 Millimeter. Vertex und Halskragen sind kräftig orange gefärbt. Der Rest des Kopfes, Thorax und Abdomen sind fahl erdbraun. Die Flügel sind ziemlich breit und dunkel milchkaffeebraun. Die Zeichnung besteht lediglich aus einem kleinen dunklen Diskalfleck auf den Vorderflügeln. Die Fransenschuppen sind etwas fahler als die Grundfärbung der Flügel, nahe der Schuppenbasis verläuft eine undeutliche dunkle Linie. Die Flügelunterseiten sind ebenso gefärbt wie die Oberseiten, glänzen aber etwas mehr. Die Weibchen sind kompakter und dunkler als die Männchen. Die im Norden des Iran vorkommende Unterart Evergestis aenealis dimorphalis ist etwas größer als das nominotypische Taxon. Sie zeigt einen ausgeprägten Sexualdimorphismus. Die Männchen sind dabei viel fahler und grauer, die gelblich braune Tönung ist schwächer und bei einigen Exemplaren ist sie gar nicht mehr vorhanden. Die Weibchen sind nahezu schwarz. Bei der ebenfalls im Iran vorkommenden Unterart Evergestis aenealis obscura besitzen die Männchen breitere dunkelgraue Vorder- und Hinterflügel. Diese sind ebenso dunkel wie die der in Mitteleuropa vorkommenden Weibchen, haben aber keine bräunliche Tönung.
Bei den Männchen ist der Apex des Uncus mit einer Gruppe langer, hakenförmiger Borsten versehen. Der Gnathos ist stark gekrümmt und über den größten Teil des Schafts erstreckt sich eine Reihe kräftiger Zähne. Die Valven sind parallelwandig und an der Spitze schräg abgerundet. Das Klammerorgan (Clasper) besteht aus einer feingliedrigen, nicht sklerotisierten Leiste und danebenliegenden starren, haarförmigen Borsten. Auf dem distalen Teil des Phallus befinden sich zwei Gruppen langer Cornuti.
Bei den Weibchen ist das Corpus bursae breit eiförmig und deutlich breiter als die Basis des Ductus bursae. Der Ductus bursae ist sehr breit und verjüngt sich leicht. Vor dem Colliculum ist er mit sklerotisierten fibrösen Bändern verstärkt.

## Ähnliche Arten
Ein ähnliches Erscheinungsbild haben Evergestis mundalis und Evergestis subfuscalis. E. aenealis unterscheidet sich von den genannten Arten durch den orangen Vertex. Dieser ist bei den beiden ähnlichen Arten ebenso gefärbt wie der Rest des Kopfes. Bei Evergestis mundalis ist die einigermaßen deutlich ausgebildete mittlere Querlinie auf den Vorderflügeln von einer etwas dunkleren inneren und äußeren Querlinie umgeben. Die Hinterflügel sind hier etwas fahler. Evergestis subfuscalis besitzt etwas schmalere Flügel, ist fahler und glänzender. Die durch die Fransenschuppen verlaufende dunkle Linie fehlt.

## Verbreitung
Evergestis aenealis ist in Europa mit Ausnahme der Britischen Inseln und Irland weit verbreitet. Die Art wurde auch im Iran nachgewiesen.

## Biologie
Die Raupen entwickeln sich an Kreuzblütlern; sie werden aber nur selten beobachtet. Die Raupen leben von Mai bis Juni. Wahrscheinlich gibt es im Herbst eine zweite Generation, die überwintert und sich im Frühling verpuppt. Die Falter fliegen von Mai bis August in zwei Generationen.

## Systematik
Aus der Literatur sind folgende Synonyme bekannt:
- Pyralis aenealis [Denis & Schiffermüller], 1775
- Pyralis furvalis Hübner, 1796
- Pyralis rufimitralis Hübner, 1796
- Homochroa mitralis Hübner, 1825
- Evergestis aenealis ab. obscurialis  Verity, 1905

Es sind folgende Unterarten bekannt:
- Evergestis aenealis aenealis (Denis & Schiffermüller, 1775)
- Evergestis aenealis dimorphalis Osthelder, 1938
- Evergestis aenealis obscura Toll, 1948

## Belege
1. 1 2 3 4 5 6 7 8  Barry Goater, Matthias Nuss, Wolfgang Speidel: Pyraloidea I (Crambidae, Acentropinae, Evergestinae, Heliothelinae, Schoenobiinae, Scopariinae). In: P. Huemer, O. Karsholt, L. Lyneborg (Hrsg.): Microlepidoptera of Europe. 1. Auflage. Band 4. Apollo Books, Stenstrup 2005, ISBN 87-88757-33-1, S. 96 (englisch).
2. 1 2  Evergestis aenealis bei Fauna Europaea. Abgerufen am 28. Januar 2014
3. ↑  Global Information System on Pyraloidea (GlobIZ). Abgerufen am 28. Januar 2014.